# Sonate K. 520
La sonate K. 520 (F.464/L.86) en sol majeur est une œuvre pour clavier du compositeur italien Domenico Scarlatti.

## Présentation
La sonate K. 520 en sol majeur, notée Allegretto, est une étude sur les tierces.

## Manuscrits
Le manuscrit principal est le numéro 7 du volume XIII (Ms. 9784) de Venise (1757), copié pour Maria Barbara ; les autres sont Parme XV 7 (Ms. A. G. 31420), Münster I 48 (Sant Hs 3964), Vienne C 43 (VII 28011 C) et le manuscrit Fitzwilliam 32 F 12 (no 23),. Cette sonate ouvre la collection Granados (Barcelone, Ms. M 1964),.

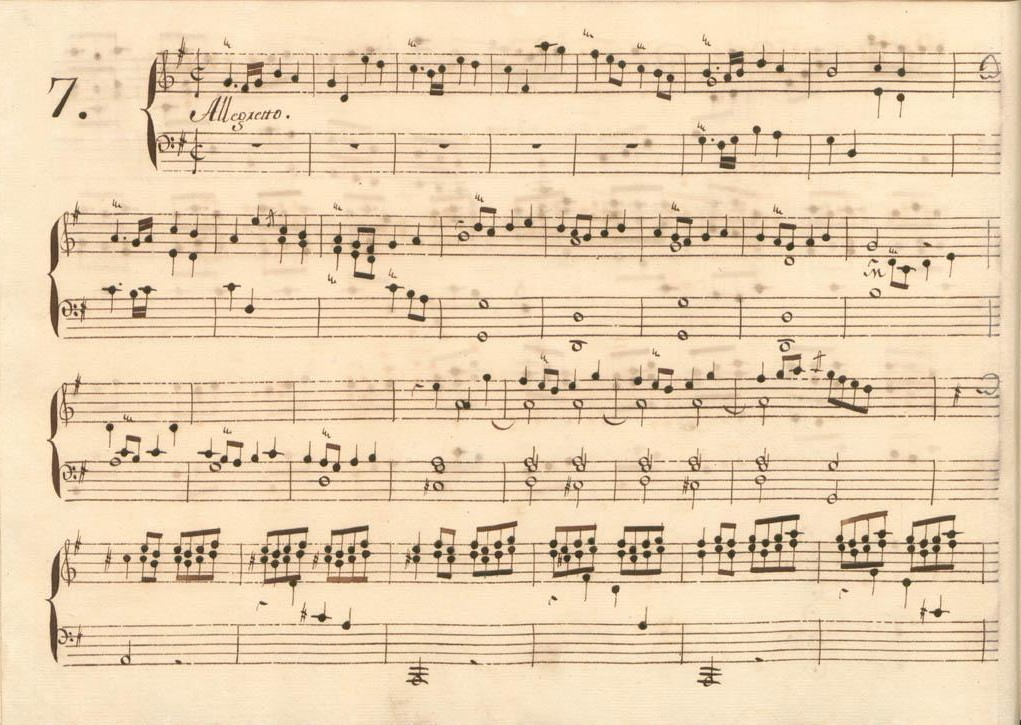
Parme XV 7.
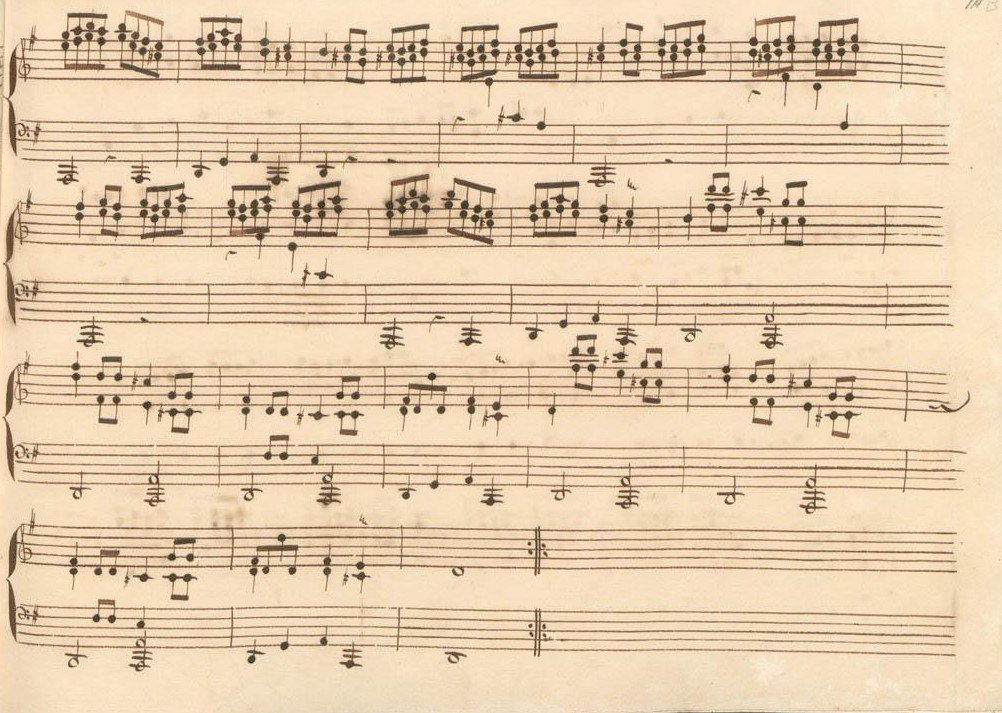
Parme XV 7 (fin de la première section).
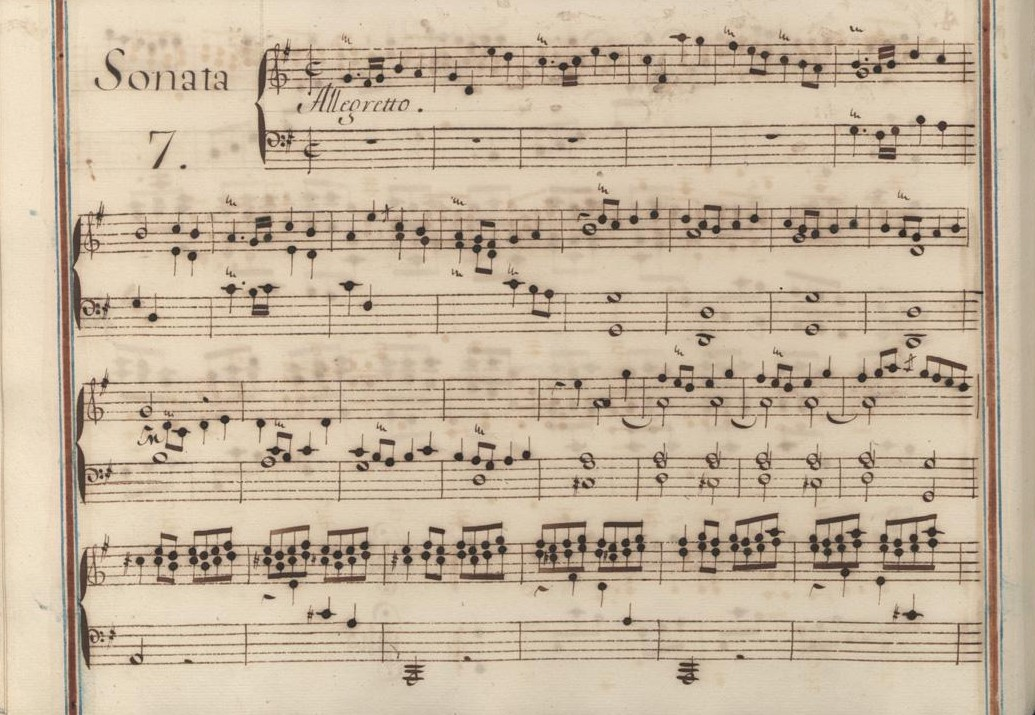
Venise XIII 7.

## Interprètes
La sonate K. 520 est défendue au piano notamment par Mikhaïl Pletnev (1994, Virgin) et Artem Yasynskyy (2016, Naxos, vol. 20) ; au clavecin par Trevor Pinnock (1981, CRD), Scott Ross (1985, Erato), Richard Lester (2005, Nimbus, vol. 4) et Pieter-Jan Belder (2007, Brilliant Classics, vol. 12).

## Sources
: document utilisé comme source pour la rédaction de cet article.
- Ralph Kirkpatrick (trad. de l'anglais par Dennis Collins), Domenico Scarlatti, Paris, Lattès, coll. « Musique et Musiciens », 1982 (1re éd. 1953 (en)), 493 p. (ISBN 978-2-7096-0118-4, OCLC 954954205, BNF 34689181).
- Alain de Chambure, « Domenico Scarlatti : Intégrale des sonates — Scott Ross », Erato (2564-62092-2), 1985 (OCLC 891183737) .
- (es) Celestino Yáñez Navarro (thèse), Nuevas aportaciones para el estudio de las sonatas de Domenico Scarlatti. Los manuscritos del Archivo de Música de las Catedrales de Zaragoza, Universitat Autònoma de Barcelona, 2016 (lire en ligne).